# Discaria
Discaria ist eine Gattung aus der Familie der Kreuzdorngewächse (Rhamnaceae). Die Vertreter bilden häufig dornige Sträucher oder kleine Bäume. Das Verbreitungsgebiet der Arten liegt in Südamerika, Australien und Neuseeland.

## Beschreibung
Die Arten der Gattung Discaria bilden niederliegende bis aufrechte, belaubte oder beinahe blattlose, häufig dornige Sträucher oder bis zu 8 Meter hohe Bäume. Die Blattbasen laufen zum Stiel hin zusammen. Die Blütenstände sind Zymen aus ein bis drei, selten bis sechs Blüten. Die Blüten sind meist zwittrig, selten eingeschlechtig, vier- oder fünfzählig, selten sechszählig. Der Blütenbecher ist glocken- oder urnenförmig und fällt früh ab. Kronblätter sind vorhanden oder können fehlen. Die Staubbeutel sind meist vierfächrig. Der Diskus ist ringförmig, mehr oder weniger stark gelappt und umgibt den Fruchtknoten am Grund des Fruchtbechers. Der Fruchtknoten ist halb-unterständig und dreifächrig. Als Früchte werden Kapseln gebildet, die explosionsartig aufbrechen.

## Verbreitung
Das natürliche Verbreitungsgebiet der nach Kubitzki sieben Arten liegt auf der Südhalbkugel, vier Arten wachsen in Südamerika (beispielsweise Discaria chacaye), zwei (Discaria nitida und Discaria pubescens) in Australien und eine in Neuseeland (Discaria toumatou).

## Systematik und Forschungsgeschichte

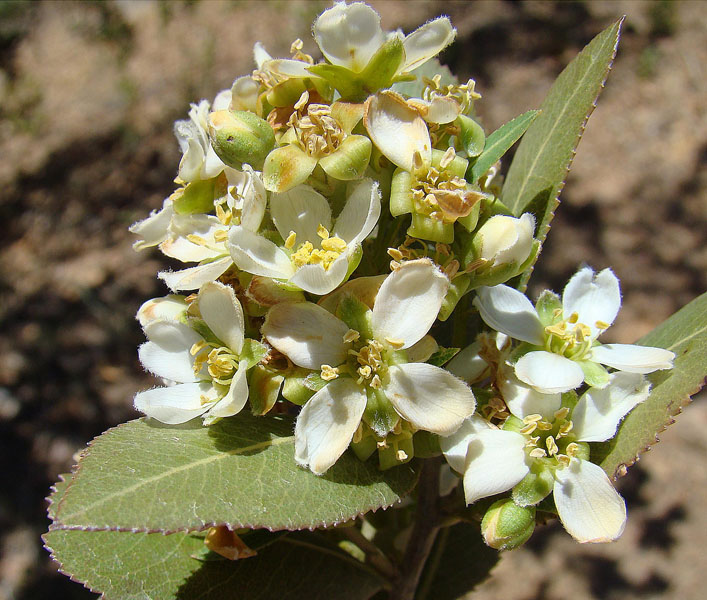
Discaria × serratifolia

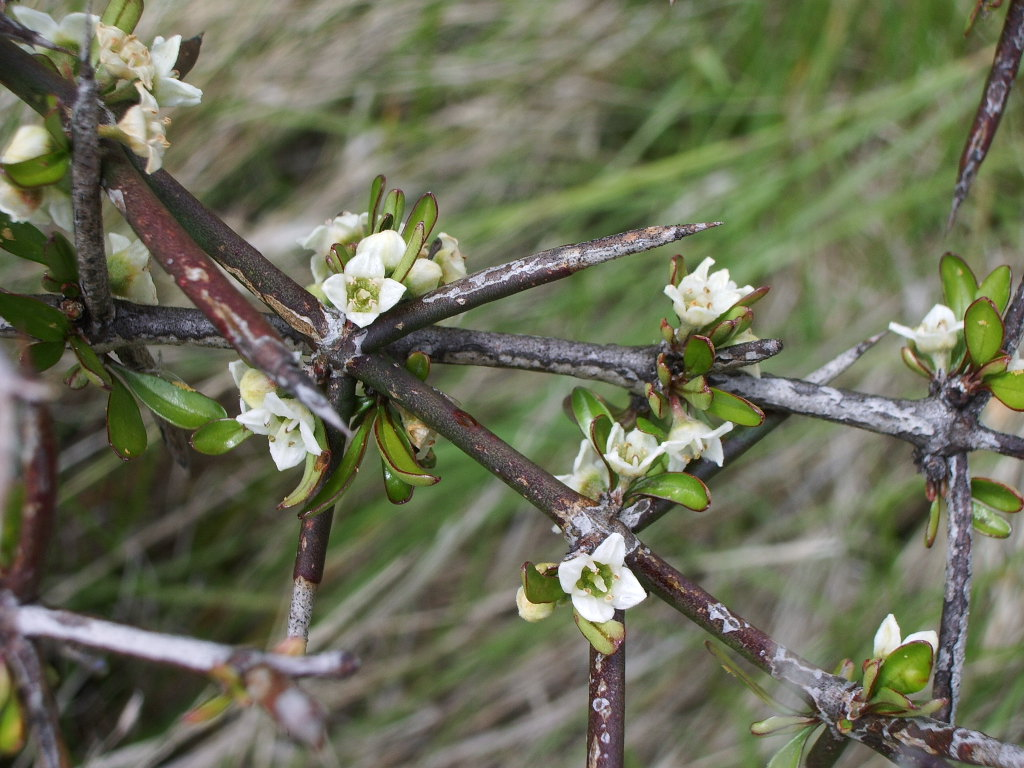
Discaria toumatou

Discaria ist eine Gattung aus der Familie der Kreuzdorngewächse (Rhamnaceae), in der sie der Tribus Colletieae zugeordnet wird. William Jackson Hooker hat die Gattung 1829 in seiner Botanical Miscellany wissenschaftlich erstbeschrieben. Synonyme der Gattung sind Chacaya Escal. und Notophaena Miers.
Nach Kubitzki werden sieben Arten unterschieden:
- Discaria americana Gillies & Hook.: Sie kommt vom südlichen Brasilien bis Argentinien vor.[5]
- Discaria articulata (Phil.) Miers: Sie kommt von Chile bis zum südwestlichen Argentinien vor.[5]
- Discaria chacaye (G.Don) Tortosa: Sie kommt in Argentinien und in Chile vor.[2]
- Discaria nitida Tortosa: Sie kommt im südöstlichen Australien vor.[5]
- Discaria pubescens (Brongn.) Druce: Sie kommt im südöstlichen Australien vor.[5]
- Discaria × serratifolia Benth. & Hook.f. ex Mast.[2]: Sie kommt im zentralen Chile und im südwestlichen Argentinien vor.[5]
- Discaria toumatou Raoul: Sie kommt in Neuseeland und auf den Chatham Islands vor.[5]